# Носова канюля
Носова канюля (носовий катетер, назальна канюля) — пристрій для подачі додаткового кисню, або підвищення потоку повітря особі, яка потребує респіраторної підтримки. Цей пристрій складається з легкої трубки, від якої на одному кінців відходять два вусики, які розміщуються у ніздрі, і з яких надходить кисень або суміш повітря та кисню. Інший кінець трубки під'єднаний до джерела кисню, наприклад до портативного кисневого концентратора або через флоуметр до кисневого крану на стіні лікарні.  Канюлю зазвичай чіпляють до пацієнта, охоплюючи петлею трубки його вуха або фіксують еластичною стрічкою. Найдавніша і найбільш популярна назальна канюля подає кисень потоком у 1-5 літрів на хвилину.
Канюлі з меншими вусиками для дітей чи новонароджених можуть подавати менше ніж один літр на хвилину. При використанні носової канюлі більшого калібру зі зволоженням можна добитись потоку до 60 літрів повітря / кисню на хвилину.
Носову канюлю винайшов Вілфред Джонс (англ. Wilfred Jones), її було запатентовано у 1949 році його роботодавцем, BOC.

## Застосування

### Додатковий кисень

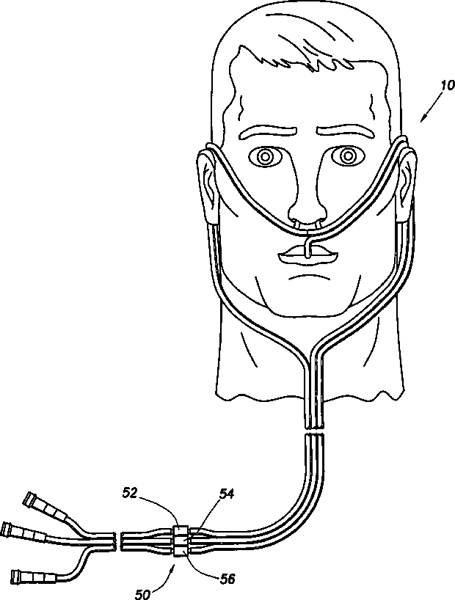
Носові вусики

Носова канюля зазвичай використовується, де необхідні малі кількості додаткового кисню, без жорсткого контролю дихання. Більшість канюль можуть забезпечити потік кисню до 5 літрів на хвилину (л/хв) — відповідно концентрація кисню при диханні буде 28-44 %. Потік більше 5 л/хв може викликати дискомфорт пацієнта, пересушування носових ходів та можливий епістаксис. При швидкості потоку вище 6 л/хв ламінарний потік стає турбулентним, тому ефективність оксигенотерапії знижується.
Носові канюлі часто застосовують у старших людей чи пацієнтів, яким від оксигенотерапії буде краще, але вони не потребують її для дихання як таку. Таким пацієнтам кисень не потрібен на рівні використання нереверсивної кисневої маски. Носові канюлі особливо корисні у тих пацієнтів, де вазоконстрикція через підвищену концентрацію кисню може негативно вплинути на їх стан, наприклад у пацієнтів з інсультом.
Носові канюлі також можуть використовувати пілоти та пасажири малих негерметичних літальних засобів, які не піднімаються до відповідної висоти. Канюлі забезпечують додатковий кисень для компенсації нижчого вмісту кисню при низькому атмосферному тиску, запобігаючи гіпоксії. З цією метою виробляються спеціальні авіаційні канюльні системи.
Із ранніх 2000х, з впровадженням зволоження дихальної суміші, стали можливі потоки більші 6 л/хв без відповідного дискомфорту у поєднанні з покращенням мукоціліарного кліренсу.

### Носова високопоточна терапія
(Див: Високопоточна терапія)
Носова високопоточна терапія - це неінвазивна подача киснево-повітряної суміші через носову канюлю потоком, що перевищує інспіраторну потребу потоку пацієнта, газом, доведеним до оптимальних показників зігріванням та зволоженням близьким до 100 % відносної вологості при температурі тіла.
Для значних об'ємів кисневої терапії  через носову канюлю можна подавати високі потоки повітряно-кисневої суміші. Для цього необхідне відповідне зволоження дихальної суміші . Носову високопоточну канюлю можна застосовувати замість лицевої кисневої маски, що дозволяє пацієнту комфортніше говорити, їсти та пити підчас оксигенотерапії.